# Napoleone Comitoli
Napoleone Comitoli (Castelleone, 1548 – Perugia, 30 agosto 1624) è stato un vescovo cattolico italiano.

## Biografia
Venne accostato a San Carlo Borromeo per aver saputo calare con forza e dedizione i rinnovamenti del Concilio di Trento dentro le strutture fisiche e morali della diocesi di Perugia.
Uomo di alti principi e di notevole spessore, il grande sviluppo artistico ed urbano raggiunto sotto il suo episcopato è prova delle energie profuse per la città, come il completo restauro voluto per la chiesa di Sant'Ercolano.
Studiò diritto canonico e diritto civile all'Università di Bologna, compì numerose visite pastorali, venne ascoltato in vari sinodi e si prodigò per migliorare le diocesi della regione.
Giurista della Sacra Rota, morì a Perugia nel 1624.

## Genealogia episcopale
La genealogia episcopale è:
- Cardinale Scipione Rebiba
- Cardinale Giulio Antonio Santori
- Vescovo Napoleone Comitoli